# Władimir Korolow
Władimir Iwanowicz Korolow, ros. Влади́мир Ива́нович Королёв (ur. 1 lutego 1955 we wsi Pustynka, obwód twerski) – radziecki i rosyjski wojskowy, admirał.

## Życiorys
W marynarce wojennej od sierpnia 1972. W czerwcu 1977 ukończył Wyższą Szkołę Marynarki Wojennej im. M. Frunzego i został mianowany dowódcą grupy elektronawigacyjnej wielozadaniowego atomowego okrętu podwodnego K-467 projektu 671RT. Od września 1979 dowódca działu nawigacyjnego, a od grudnia 1982 zastępca dowódcy tego okrętu.
Od listopada 1984 zastępca dowódcy 246 załogi 6 Dywizji Okrętów Podwodnych Floty Północnej. W sierpniu 1987, po ukończeniu wyższych specjalnych klas oficerskich marynarki wojennej, został mianowany dowódcą wielozadaniowego atomowego okrętu podwodnego K-387 24 Dywizji Okrętów Podwodnych Floty Północnej. Podczas służby bojowej w sierpniu 1991 wykonał zadania na Morzu Śródziemnym z zakresu obrony przed lotnictwem zwalczania okrętów podwodnych marynarki wojennej państw NATO.
Od listopada 1992 zastępca dowódcy 24 Dywizji Okrętów Podwodnych Floty Północnej. W 1995 roku ukończył Akademię Marynarki Wojennej im. N.G. Kuzniecowa. Od kwietnia 1996 - szef wydziału, a następnie Służby Zwalczania Okrętów Podwodnych Zarządu Operacyjnego Dowództwa Floty Północnej.
W latach 2000–2002 dowodził dywizją atomowych okrętów podwodnych Floty Północnej. Kontradmirał (06 października 2001). Od 2002 pierwszy dowódca bazy marynarki wojennej Gadżijewo. Następnie szef sztabu, a od sierpnia 2005 dowódca 12 Eskadry Atomowych Okrętów Podwodnych Floty Północnej. Od listopada 2007 zastępca dowódcy Floty Północnej.
Jesienią 2008 dowodził rejsem jednostek Floty Północnej, która zrealizowała szereg zadań wojskowych i politycznych w rejonie Morza Śródziemnego i Karaibów. Z krążownika „Piotr Wielki” prowadził międzynarodowe ćwiczenia „VENRUS-2008” na Morzu Karaibskim. Pod jego dowództwem po raz pierwszy w historii duży okręt ZOP Floty Północnej „Admirał Chabanenko” dokonał przejścia Kanału Panamskiego od Atlantyku do Oceanu Spokojnego i z powrotem, a także po raz pierwszy w okresie postradzieckim zawinął z oficjalną wizytą do portu w Hawanie na Kubie, do Wenezueli i Panamy. Od sierpnia 2009 Szef Sztabu – I Zastępca Dowódcy Floty Północnej.
Od lipca 2010 dowódca Floty Czarnomorskiej. Był inicjatorem odrestaurowania Władymirskiego Soboru w Sewastopolu i utworzenia kompleksu muzealnego 35 Baterii Brzegowej w Chersonezie. Od czerwca 2011 dowódca Floty Północnej. Jesienią 2012 roku okręty nawodne Floty Północnej pod jego dowództwem rozpoczęły eksplorację Arktyki i po raz pierwszy w historii Rosji dokonały desantu na Wyspy Nowej Syberii.
W grudniu 2014 kierował wspólnym dowództwem strategicznym Floty Północnej, wzmocnionym Kolskim Zgrupowaniem Obrony Przeciwlotniczej, samodzielnymi zmechanizowanymi i arktycznymi brygadami oraz lotnictwem. Strefa odpowiedzialności dowództwa na terytorium Federacji Rosyjskiej wzdłuż wybrzeża Oceanu Arktycznego rozszerzyła się do granicy administracyjnej z Okręgiem Autonomicznym Czukotki. Pod jego bezpośrednim dowództwem w 2015 roku aktywnie tworzono infrastrukturę wojskową Floty Północnej w Arktyce. W kwietniu 2016 został mianowany Naczelnym Dowódcą Marynarki Wojennej Rosji, ze stanowiska odszedł w stan spoczynku 3 maja 2019.
Uczestniczył w 18 rejsach długodystansowych na atomowych okrętach podwodnych i nawodnych. Członek Prezydium Państwowej Komisji Rozwoju Arktyki. Honorowy polarnik (2015). Odznaczony orderami: „Za Służbę Ojczyźnie w Siłach Zbrojnych ZSRR” III klasy (1989), „Za zasługi wojskowe” (1996), „Za zasługi dla Ojczyzny” IV klasy (2009), „Za zasługi dla marynarki” (2014), medalem Orderu „Za Zasługi Ojczyźnie” II stopnia oraz innymi medalami.